# Besaia
Besaia is een geslacht van vlinders van de familie tandvlinders (Notodontidae).

## Soorten
- B. bryki Schintlmeister, 1997
- B. dives Kiriakoff, 1962
- B. goddrica Schaus, 1928
- B. isis Schintlmeister, 1997
- B. leechi Schintlmeister, 1997
- B. magna Schintlmeister, 1997
- B. malaisei Kiriakoff, 1959
- B. mediodivisa Bryk, 1950
- B. melanius Schintlmeister, 1997
- B. nebulosa Wileman, 1914
- B. prominens Bryk, 1950
- B. rubiginea Walker, 1865
- B. sordida Wileman, 1914
- B. tamurensis Nakamura, 1974
- B. yunnana Kiriakoff, 1962
- B. zoe Schintlmeister, 1997